# 가슴에 불을 붙여
〈가슴에 불을 붙여〉(일본어: ハートに火をつけて 하토니히오츠케테[*])는 일본의 밴드 ZARD의 42번째 싱글 앨범이자, 2007년 5월 작고한 ZARD의 보컬 사카이 이즈미가 생전에 발표한 마지막 싱글 앨범으로 2006년 5월 10일 발매되었다. (12cm CD: JBCJ-6008, JBCJ-6009) 곡의 작사는 사카이 이즈미가, 작곡은 오노 아이카가, 편곡은 하야마 타케시가 맡았는데, 이 세명의 조합으로 싱글의 A사이드 곡을 작사 ·  작곡 ·  편곡을 맡은 것은 40번째 싱글 〈별의 반짝임이여/여름을 기다리는 돛처럼〉 이후 세 번 연속으로 이어진 것으로 이는 다음 싱글 〈글로리어스 마인드〉까지 이어진다. 이 곡은 2006년 3월부터 방송되었던 TBS 사랑의 극장 드라마 《좋은 커먼!》의 주제가로 사용되었다.
B사이드 곡은 〈당신을 향한 블루스〉(君へのブルース 키미에노부루스[*])이며, 작사 ·  작곡을 사카이 이즈미가, 편곡을 하야마 타케시가 맡았다. 사카이 이즈미가 ZARD의 곡을 작곡한 것은 16번째 싱글 〈이별인사는 지금도 가슴 속에 있어요〉에 수록된 〈잠〉(眠り 네무리[*]) 이후에 처음이며, 햇수로는 11년만이다.
싱글은 오리콘 주간 싱글차트에서 10위를 차지했으며, 차트에 9주간 머물렀다.

## 수록곡
| #            | 제목                                          | 작사          | 작곡          | 편곡          | 재생 시간 |
| ------------ | --------------------------------------------- | ------------- | ------------- | ------------- | --------- |
| 1.           | 〈〈가슴에 불을 붙여〉〉 (ハートに火をつけて) | 사카이 이즈미 | 오노 아이카   | 하야마 타케시 | 5:02      |
| 2.           | 〈〈당신을 향한 블루스〉〉 (君へのブルース)   | 사카이 이즈미 | 사카이 이즈미 | 하야마 타케시 | 3:50      |
| 3.           | 〈〈가슴에 불을 붙여〉〉 (Instrumental)       |               |               |               | 4:58      |
| 총 재생 시간 | 총 재생 시간                                  | 총 재생 시간  | 총 재생 시간  | 총 재생 시간  | 13:50     |

## 발매 일정
| 버전                              | 일정            | 레이블         | 포맷                 |
| --------------------------------- | --------------- | -------------- | -------------------- |
| 〈가슴에 불을 붙여〉 (초회한정판) | 2006년 5월 10일 | B-Gram RECORDS | 12cm CD (JBCJ-6008)  |
| 〈가슴에 불을 붙여〉 (통상판)     | 2006년 5월 10일 | B-Gram RECORDS | 12 cm CD (JBCJ-6009) |